# 안동 단층
안동 단층(Andong Fault, 安東 斷層)은 대한민국 경상북도 상주시에서 안동시 길안면을 거쳐 청송군으로 연결되는 동북동-동서-서남서 방향, 연장 70 km 이상의 단층이다. 안동 단층은 선캄브리아기 기반암으로 구성된 영남 지괴/영남 육괴와 중생대 백악기 경상 누층군으로 구성된 경상 분지의 경계 단층이며 단층면은 북쪽으로 기울어 있다. 선캄브리아기 암석이 백악기 경상 누층군 위로 충상된 고각의 역단층으로 보고되었다.

## 경상 분지와의 연관성
경상 분지 발달 초기에 분지가 동-서 방향으로 확장되는 동안 안동 단층은 지구대의 끝에 놓여 인장 방향에 평행한 전이 단층(transfer fault)의 역할을 하였다. 또한 안동 단층은 지보 단층, 매봉 단층 등의 인열 단층(tear fault)들에 의해 서쪽으로부터 묵하, 지보, 풍산, 안동, 임하 분절(segment)로 구분된다. 인열 단층은 스러스트 지구조에서 발달하며 압축력의 방향과 평행하다. 안동 단층은 경상 누층군 하양층군이 퇴적될 때까지 전이 단층의 역할을 하였고 중생대 백악기 상파뉴절~신생대 에오세에 북서-남동 방향 압축력이 작용할 때 역단층 운동을 한 것으로 보인다.

### 하산동층
하산동층은 경상 누층군 전 지층을 통틀어 안동 단층 이북 지역에 분포지가 존재하는 유일한 지층이다. 안동 단층은 경상 분지의 확장 중 지구 또는 반지구대의 끝에 놓여 인장 방향에 평행한 전이 단층(transfer fault)의 역할을 했는데 하산동층만 안동 단층 이북에 퇴적된 것은 하산동층 퇴적 기간동안 안동 단층의 활동이 적었거나 없었음을 지시한다.

## 지역별 단층의 보고와 노두

### 상주시,예천군
상주 지질도폭(1969)에서는 묵하리 단층이라는 이름으로 보고되었다. 북서 주향을 가지는 경상 누층군이 북서 80°주향을 갖는 이 단층에 의해 잘려 편마암류와 접하고 본 단층을 따라 규장암이 관입했다. 낙동 지질도폭(1976)에서는 공덕리 단층이라는 이름으로 보고되었다. 북동 65°의 주향을 가지며 경상 누층군이 이 단층에 의해 잘려 선캄브리아기 화강암질 편마암과 접한다. 예천군 풍양면 공덕리에서는 화강암질 편마암이 심하게 파쇄를 당했다. 예천 지질도폭(1988) 지역에서는 낙동강 충적층 아래 숨어 있어 단층에 관한 특징을 발견할 수 없다.

### 안동시
안동 지질도폭(1988)에 의하면 경사가 50~60°인 역단층이며 단층을 따라 함몰지와 끌림 습곡 및 단층경면이 발달한다.
천지 지질도폭(1978)에 의하면 선캄브리아기 편마암류와 경상 누층군 하양층군 후평동층 및 일직층과의 경계를 이루며 안동시 임하면 오대리에서 청송군 파천면 지경리까지 대략 북서 50°의 주향으로 발달한다. 지경리 부근으로 감에 따라 단층의 낙차는 점차 감소한다. 안동 단층은 단층선과 지형의 관계로 미루어 역단층임이 명료히 드러나며 그 경사는 안동시 길안면 동북방에 드러난 단층면에서 남서 65°를 보인다.
천지 지질도폭 지역인 상주영덕고속도로 사일산터널 부근(북위 36° 26′ 32.33″ 동경 128° 58′ 18.71″ / 북위 36.4423139°  동경 128.9718639° )에서 쥐라기 청송 화강암과 일직층 역암을 구분하는 북서 방향의 안동 단층이 확인되었다. 단층면은 주향 북서 53°, 경사 남서 68°의 자세를 보이며 주 단층면에서 확인되는 단층조선은 미약한 좌수향 감각을 포함하는 정단층성 운동 이후에 좌수향 횡압축성 사교 이동 운동이 있었음을 지시한다.

## 안동 단층의 분절
단층이 여러 개의 조각으로 나누어져 있는 것을 분절현상(segmentation)이라 하며, 이 현상에 의해 안동 단층은 본 단층을 가로지르는 단층에 의해 분절(segment)로 나누어진다. 서쪽부터 묵하, 지보, 풍산, 안동, 임하 분절로 나누어지며, 묵하와 지보 분절은 지보 단층, 지보와 풍산 분절은 매봉 단층, 안동과 임하 분절은 길안 단층에 의해 분리된다. 특히, 매봉 단층과 마애 단층 사이 풍산 분절 남쪽에는 풍천면 광덕리를 중심으로 광덕 단층, 하회 단층 같이 일련의 단층들이 밀집되어 있다. 풍천면 도양리-기산리, 광덕리 지역에는 북북서 주향의 인열 단층인 매봉 단층이 발달해 안동 단층을 지보 분절과 풍산 분절로 분리시킨다.

### 광덕 단층
광덕 단층은 안동 단층 남쪽, 안동시 풍천면 광덕리를 중심으로 발달하는 단층으로 서북서-북동 주향의 활형[弓形]의 주향을 보이고 있으며 경상 누층군 진주층과 중생대 백악기의 반려암(Kga)과의 경계를 이루고 있다. 안동시 풍천면 광덕리에 발달하는 남남동 모양으로 볼록한 활 모양의 광덕 단층은 백악기 반려암체를 상반으로, 경상 누층군 진주층과 일직층을 하반으로 하여 반려암체를 경상 누층군 진주층 및 일직층 상부로 충상시킨다. 광덕 단층은 안동 하회마을을 지나 북동 30°방향의 하회 단층으로 이어진다. 예천도폭 지역인 안동시 풍천면 신성리 산 4-1 (N 36°31' 14.48", E 128°28'52.77")에 드러난 진주층에는 광덕 단층의 중서부에 해당하는 단층의 노두가 드러나 있다. 이곳에서는 진주층의 사암, 역질사암, 실트스톤 등이 호층을 이루고 북북동-남남서 방향의 압축 응력에 의해 형성된 공액성 역단층과 이에 수반된 끌림 습곡, 역이동성을 지시하는 단층조선 등이 관찰된다. 이 지역 북동쪽에는 한반도에서 관찰하기 드문 백악기의 초염기성암(감람석-반려암, 사문암)이 발달한다.

### 하회 단층
광덕 단층의 동부 연장선상에 있는 하회 단층은 북동 30°의 주향을 가지며, 하회마을이 소재한 풍천면 하회리를 중심으로 발달한다. 끌림습곡작용이 인지되어 하회 단층과 광덕 단층은 하나의 단층으로 그 운동성과 운동 시기가 동일한 것으로 분석된다.

## 2009년 안동 지진
2009년 안동 지진은 2009년 5월 2일 안동시 서남서쪽 2km 지역에서 발생한 규모 4.0의 지진이다. 안동 단층은 진앙지에서 남서로 5 km 거리에 있으며, 안동 단층이 북북동으로 경사하는 역단층이라는 점, 해당 지역이 경상 분지와 영남 지괴와의 지체구조 경계 지역이라는 점 등을 고려하면 안동 단층의 단층면에서 지진이 발생했을 가능성도 있다. 진앙은 정확히 북위 36.5562°, 동경 128.7122°이며, 진원 깊이는 10km, 단층 면해 분석 결과 역단층 성분을 포함한 주향이동단층 특성을 보이고 주응력 방향은 동북동-서남서 방향(북동 70°방향)이다.

## 같이 보기
- 한국의 단층
- 상주시의 지질
- 안동시의 지질
- 청송군의 지질
- 한국의 지질
- 경상 누층군 하산동층